# دارشکنک خال‌درشت
دارشکنک خال‌درشت (نام علمی: Picumnus innominatus) نام یک گونه از سرده دارشکنک‌ها است.